# Geloso

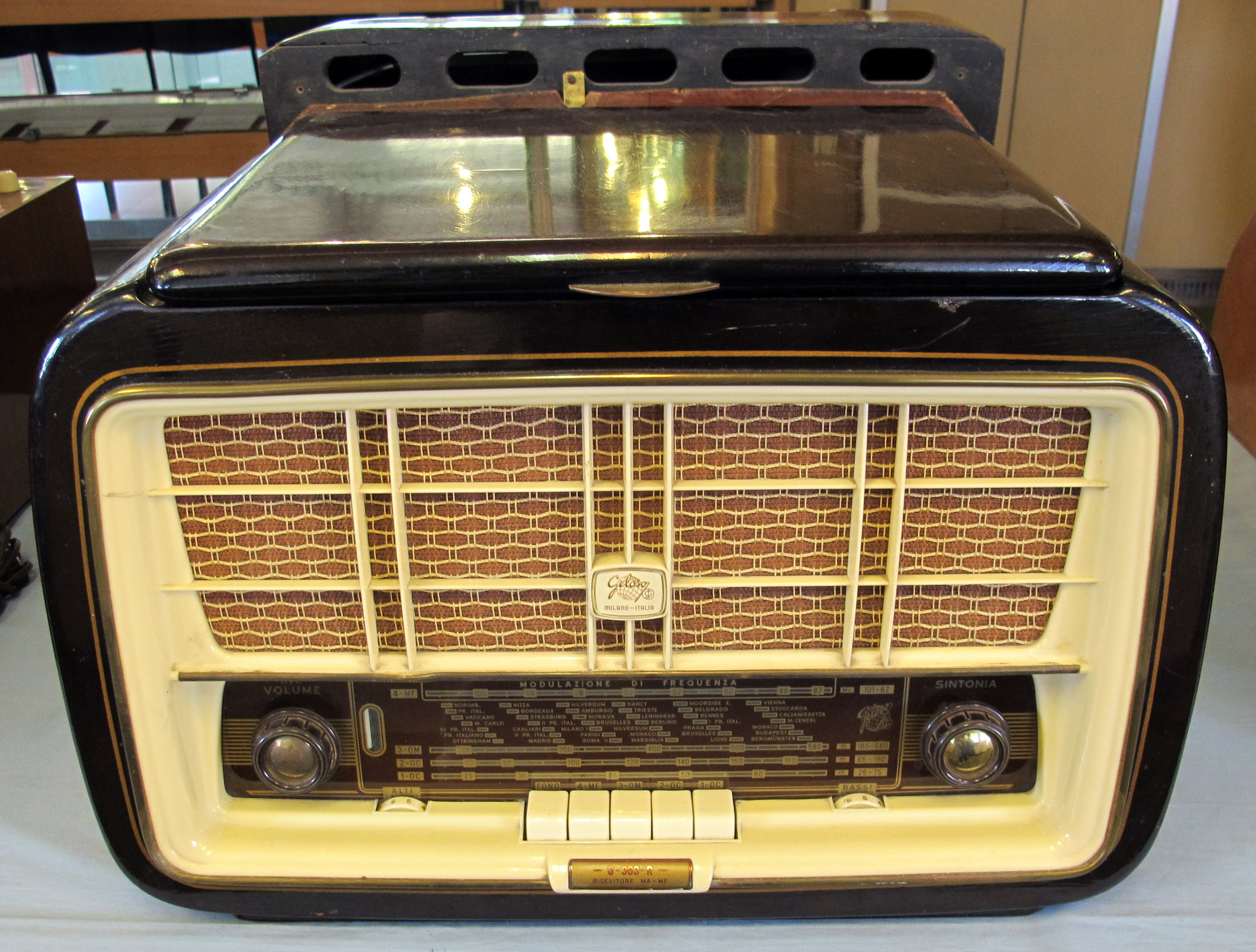
Radio Geloso d'epoca

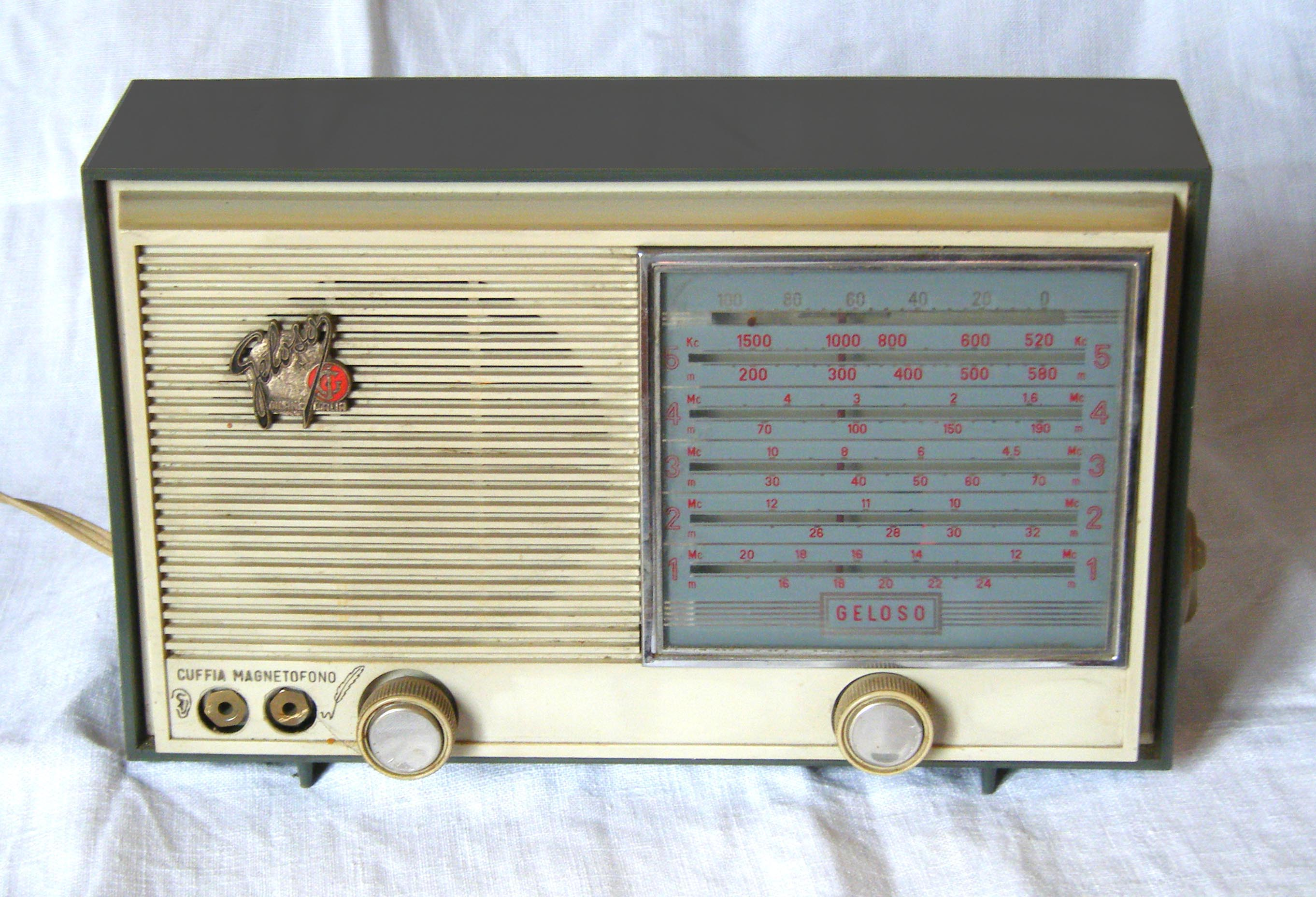
Radio Geloso serie Sideral del 1965

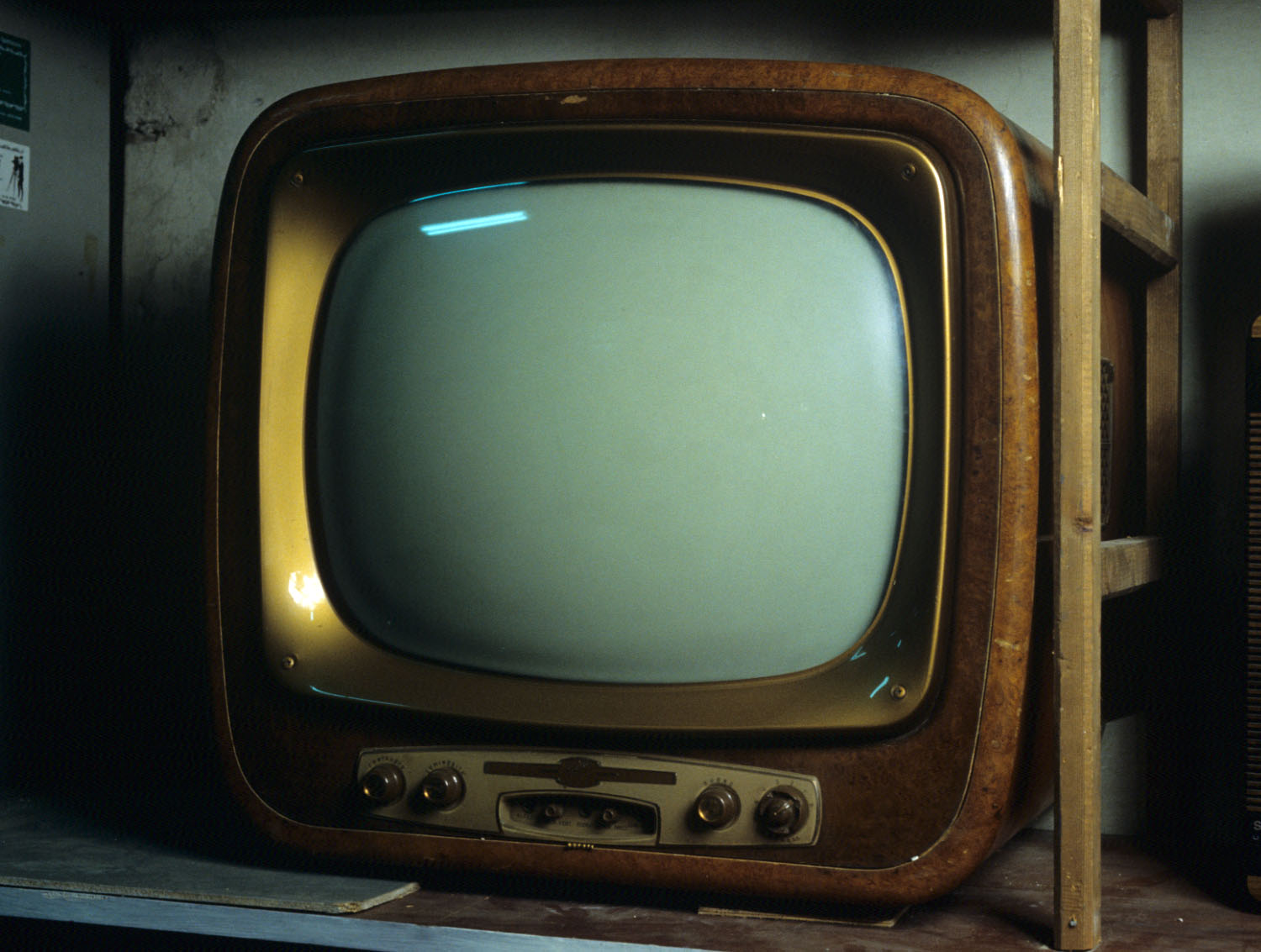
Televisore Geloso mobile in radica 24 1955

La Geloso è stata una compagnia italiana produttrice di radio, televisori, amplificatori acustici, ricevitori amatoriali, apparecchi audio e componentistica elettronica. Fondata nel 1931 da Giovanni Geloso, con sede a Milano prima in via Sebenico e più tardi in un grande insediamento industriale in Viale Brenta 29, terminò la sua attività nel 1972.
La Paso S.p.A., fondata negli anni settanta da ex dipendenti della Geloso, è titolare della proprietà intellettuale, dei marchi e dei brevetti della storica azienda milanese.

## Storia

### La creazione e le prime attività
Nel 1931, sull'esempio di quanto aveva visto per anni negli Stati Uniti d'America, dove aveva lavorato presso la Pilot, l'italo-argentino Giovanni Geloso, detto John, iniziò a produrre a Milano scatole di montaggio per radioricevitori e amplificatori BF. Gran parte dei componenti con cui queste scatole erano preparate venivano prodotti direttamente in azienda, ad eccezione delle valvole che non vennero mai fabbricate dalla Geloso. Nel tempo furono sviluppati nuovi progetti e brevetti. Durante la seconda guerra mondiale l'azienda produsse vario materiale per le forze armate, oggi molto raro.
Nel secondo dopoguerra la Geloso si espanse e ampliò la sua produzione divenendo dal 1950 in poi un vero e proprio punto di riferimento dell'industria nazionale e degli appassionati e hobbysti di elettronica.
Alla tradizionale produzione in scatole di montaggio vennero affiancati progressivamente già dagli anni '30 anche apparecchi finiti. Una particolare menzione meritano i ricevitori e trasmettitori radioamatoriali che incontrarono un gran successo di vendite in tutta Europa.
I tanti altri prodotti con il marchio Geloso divennero in breve tempo conosciuti e apprezzati in Italia e all'estero. Si trattava di prodotti innovativi, di buona qualità, ben realizzati e soprattutto dal prezzo contenuto. La produzione imponente spaziava dai radioricevitori, amplificatori, registratori a nastro chiamati però con la denominazione "magnetofono" depositata dalla Castelli (celebre il portatile economico "Gelosino"), giradischi, televisori BN, scatole di montaggio, strumentazione professionale da laboratorio ecc, ma anche componenti come condensatori, resistenze, potenziometri, deviatori, connettori, trasformatori, microfoni, ecc. Da notare che sebbene spesso sui tubi termoionici montati sugli apparecchi Geloso campeggiasse il marchio omonimo, questi in realtà furono sempre acquistati da ditte terze e poi rimarchiati. Inoltre la folta produzione di magnetofoni veniva eseguita presso gli stabilimenti della Castelli che apponeva sui prodotti il marchio Geloso, la quale poi ne curava la distribuzione e vendita.
Di notevole interesse fu la produzione di altoparlanti elettrodinamici per uso cinematografico prima del conflitto, nonché la produzione di trombe e relativi driver per la sonorizzazione di piazze e stadi.
Nell'arco degli anni '60 vi furono alcuni altoparlanti non prodotti dalla Geloso forniti dalla ditta genovese IREL, ma dal 1962 la Geloso produsse in proprio vari altoparlanti (radio e HiFi) di ottima qualità.
L'ultimo periodo di attività vide ampliarsi molto l'offerta con prodotti anche inediti. Tra questi i "lampioni sonori" per pubblica illuminazione contenenti un altoparlante per la diffusione di musica.
Non fecero però in tempo a trovare mercato perché l'ora della fine si stava avvicinando.

### La morte del fondatore e la fine
Alla morte nel 1969 del fondatore, la Geloso era un impero di otto stabilimenti di produzione, con una capillare ed efficiente rete di vendita. La Geloso S.p.A. continuò la produzione fino al 1972, anno in cui chiuse definitivamente.
Le ragioni legate alla sua chiusura furono molte, principalmente la concorrenza estera più agguerrita, ma anche un'inefficace conduzione aziendale subentrata alla morte del fondatore che non seppe valorizzare i nuovi progetti allo studio, tra cui quello già in fase sperimentale relativo alla televisione a colori, senza dimenticare i problemi riconducibili alle lotte sindacali "molto forti a quel tempo", oltre ad una pesante esposizione bancaria della società.
Quando nei primi mesi del 1973 la Geloso S.p.A. fu dichiarata fallita dal Tribunale di Milano tutta la merce rimasta invenduta nei magazzini venne battuta all'asta al miglior offerente, non concedendo alcuna ipotesi di acquisto degli impianti da parte di nuovi soggetti interessati, che vennero di conseguenza rapidamente smantellati, confermando il licenziamento in tronco delle centinaia di lavoratori.
Emblematica la coeva definizione di "Neo da estirpare" data da Vittorio Valletta (persona notoriamente legata a Mediobanca) nei riguardi del settore elettronico della Olivetti.

## Il "Bollettino Tecnico Geloso"
Geloso, oltre ad essere un valido uomo d'affari, voleva anche condividere la sua passione per l'elettronica. Creò pertanto nel 1932 Il Bollettino Tecnico GELOSO, una pubblicazione trimestrale gratuita, che non solo conteneva tutte le informazioni per la riparazione e la messa a punto delle sue apparecchiature, ma anche e soprattutto, aggiornamenti, consigli, istruzioni, data sheet, schemi elettrici e tutto ciò che era necessario alla formazione dei tecnici e degli appassionati dell'epoca, in anni in cui non c'erano centri di formazione e le scuole di elettronica erano rarissime.
Questi bollettini hanno avuto il merito di diffondere, in modo semplice e chiaro, la conoscenza a persone che altrimenti non avrebbero avuto alcuna possibilità di sviluppare la loro passione, e si possono facilmente descrivere come la nascita dell'open hardware, in un momento in cui le documentazioni tecniche erano tenute gelosamente segrete.

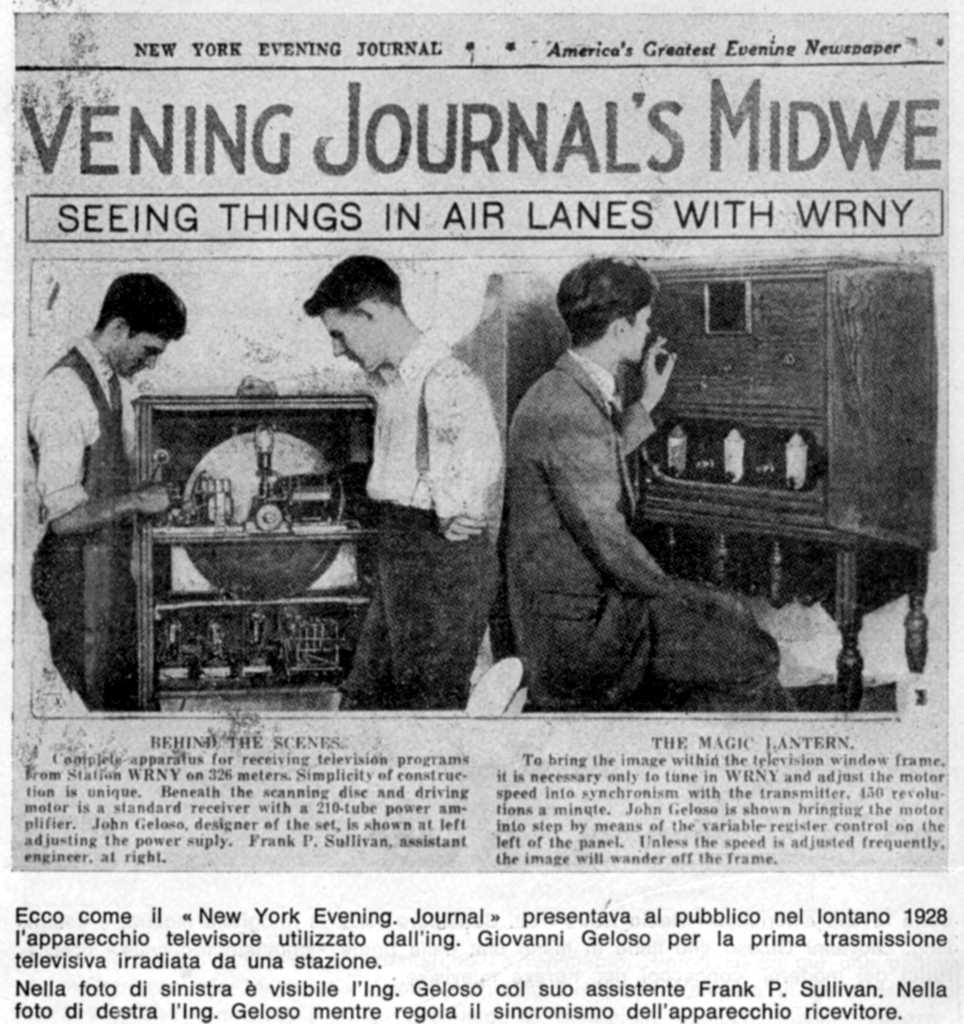
Bollettino Tecnico Geloso n.108-109 1968/1969. La notizia riportata dai giornali dell'epoca
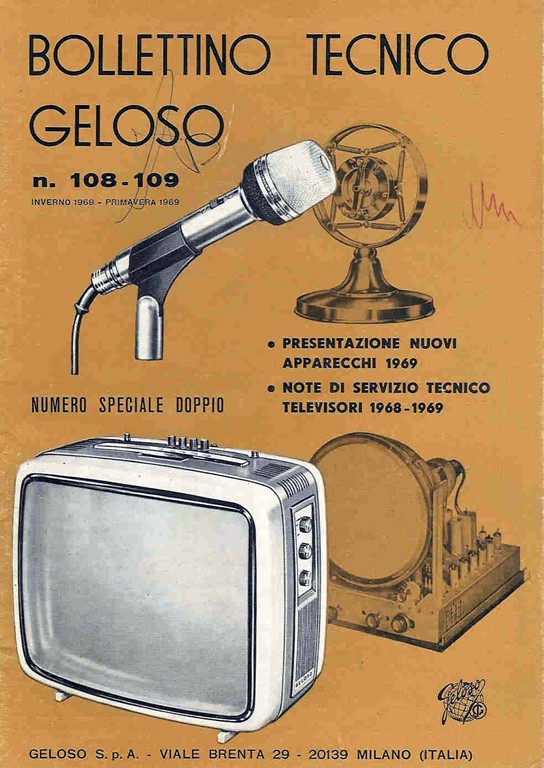
Bollettino Tecnico Geloso n.108-109 1968/1969
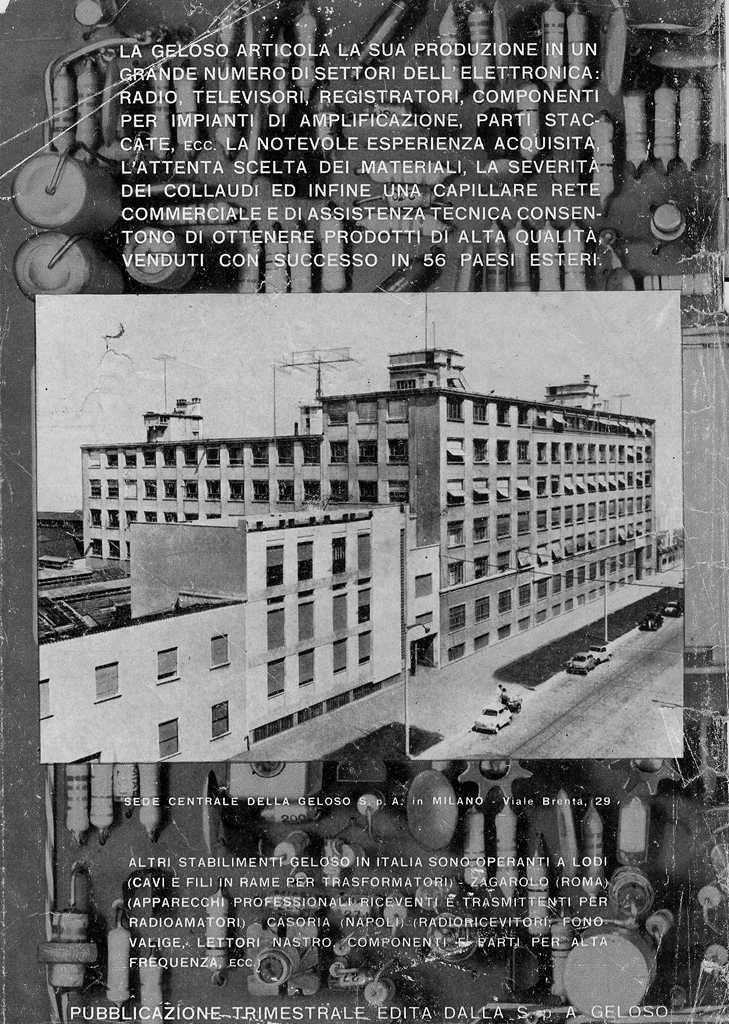
Bollettino Tecnico Geloso n.108-109 1968/1969
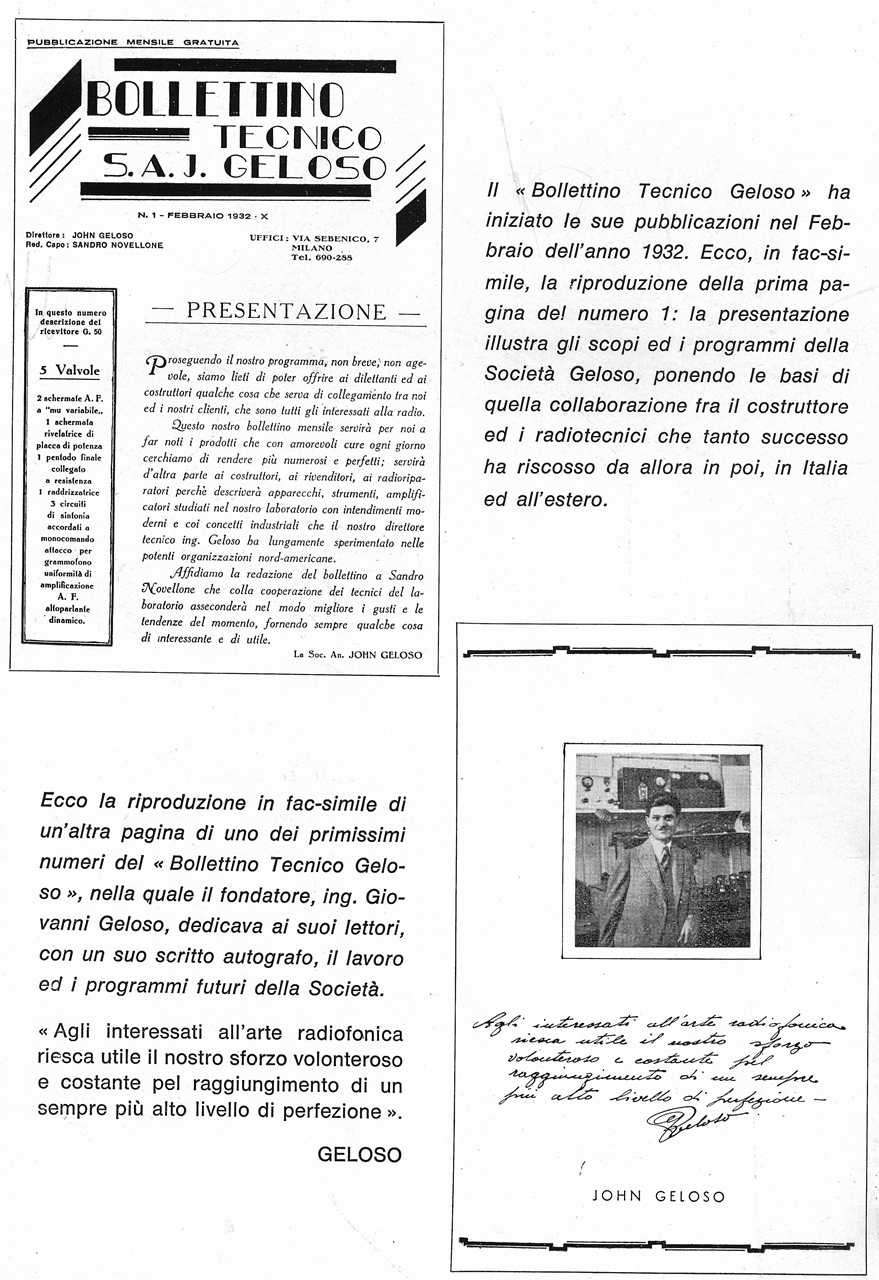
Bollettino Tecnico Geloso n.108-109 1968/1969 riporta una nota di J. Geloso e la fotocopia del primo bollettino tecnico del 1932
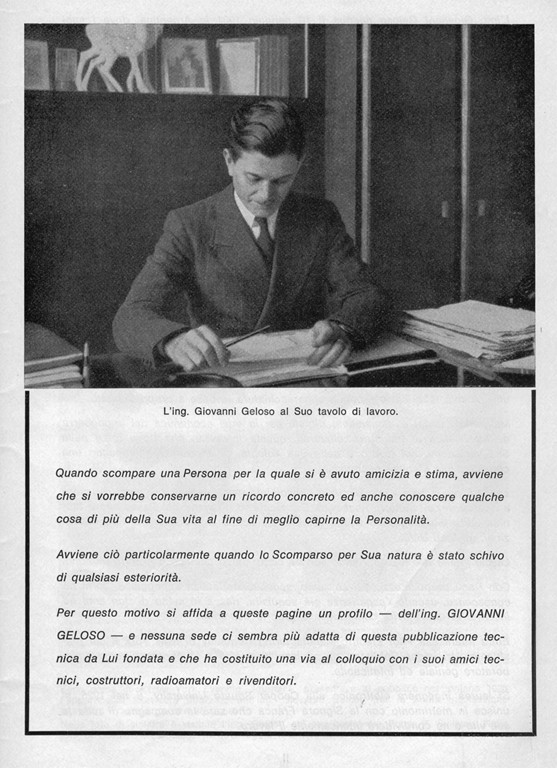
Bollettino Tecnico Geloso n.108-109 1968/1969: omaggio a J.Geloso
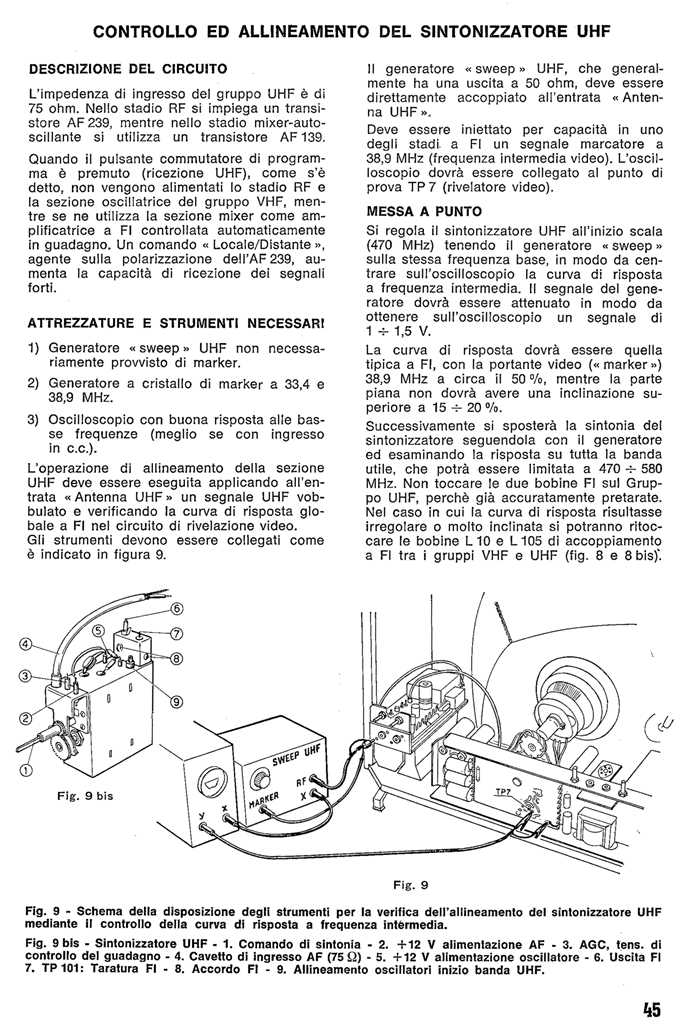
Bollettino Tecnico Geloso n.108-109 1968/1969: una tipica pagina del bollettino

## I kit di montaggio
Il contributo della Geloso alla conoscenza e divulgazione della radiotecnica fu notevole, grazie soprattutto ai kit di montaggio, che permettevano di costruire un televisore o un radioricevitore partendo praticamente da zero. Si cominciava con dei telai di metallo su cui si installavano i componenti. Altri kit pre-montati e tarati concludevano e facilitavano l'opera.
Grazie alle istruzioni dei bollettini, si passava poi alla taratura dell'insieme e si completava il tutto con il mobile di legno, le manopole, i tasti ecc., tutto marcato Geloso.

## Galleria d'immagini

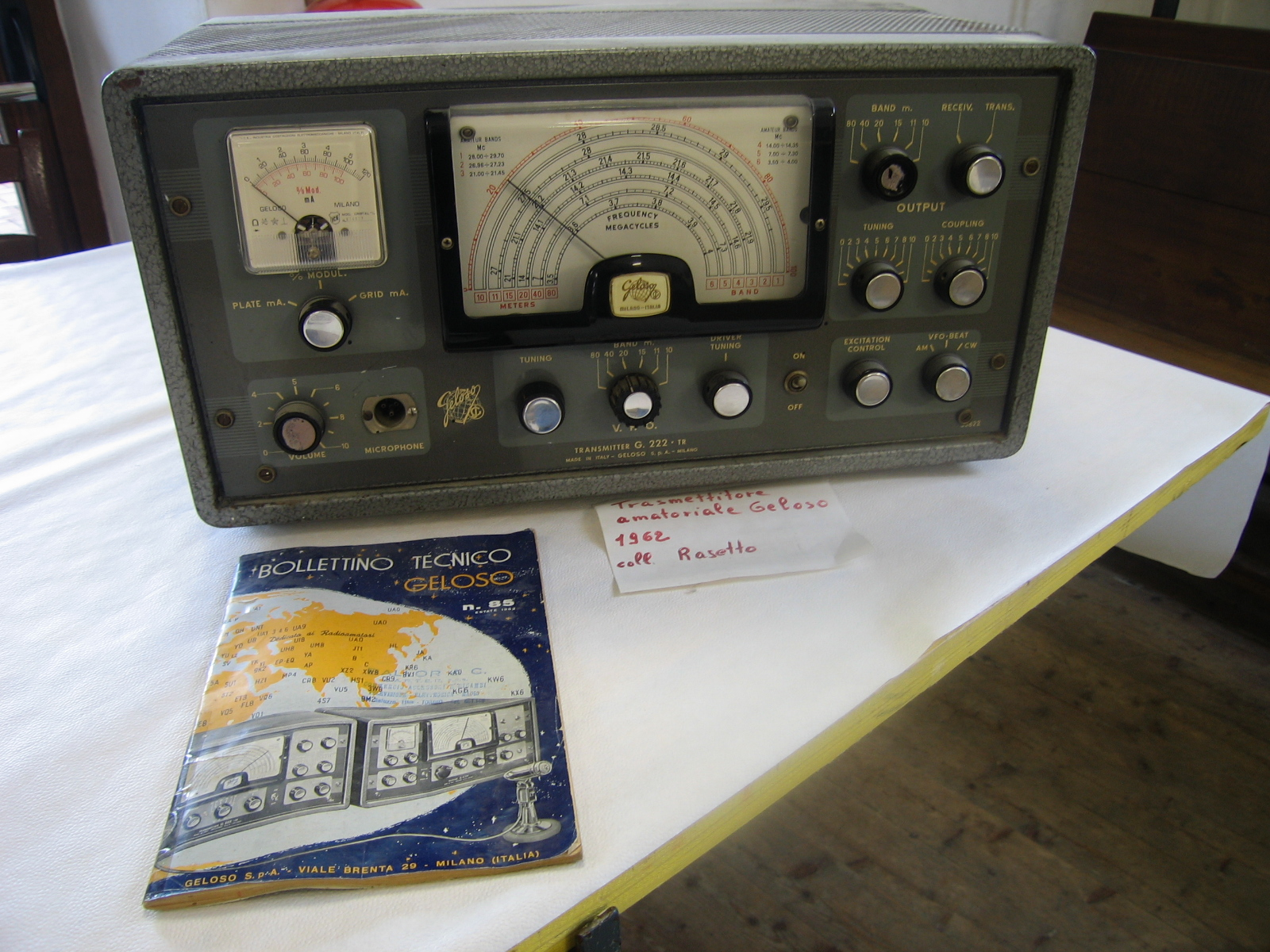
Trasmettitore amatoriale - anno 1962
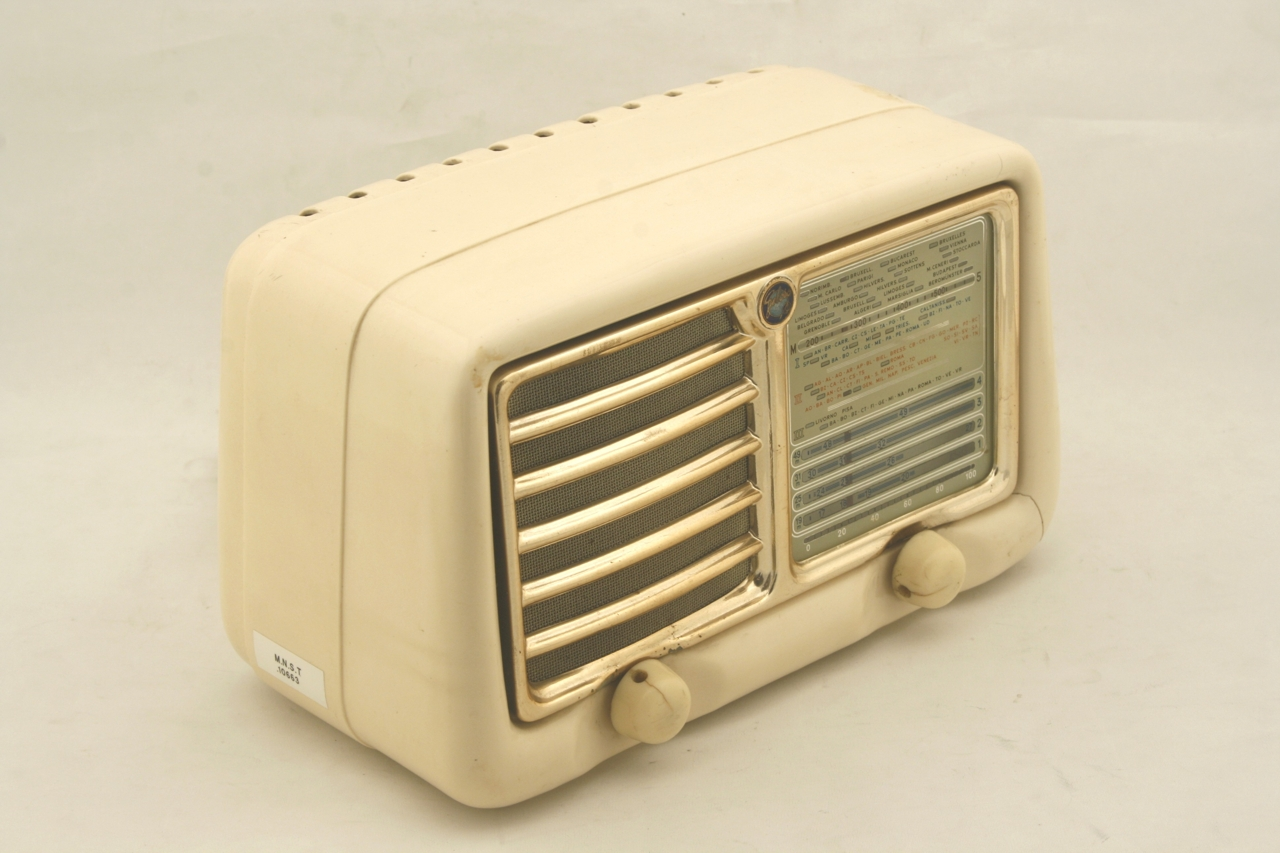
Ricevitore radio Geloso G 303 B serie ANIE - anno 1956
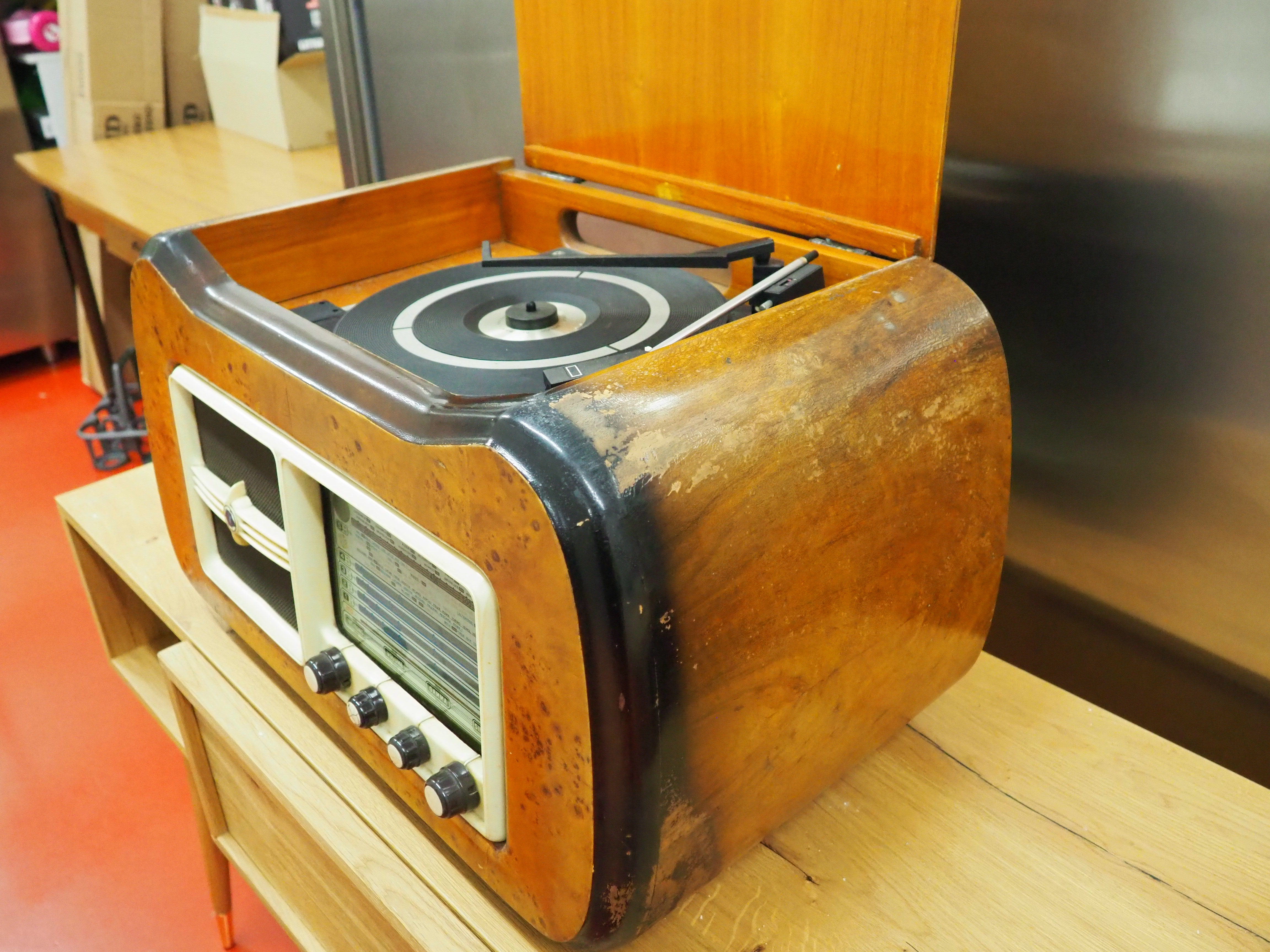
Fonoradio
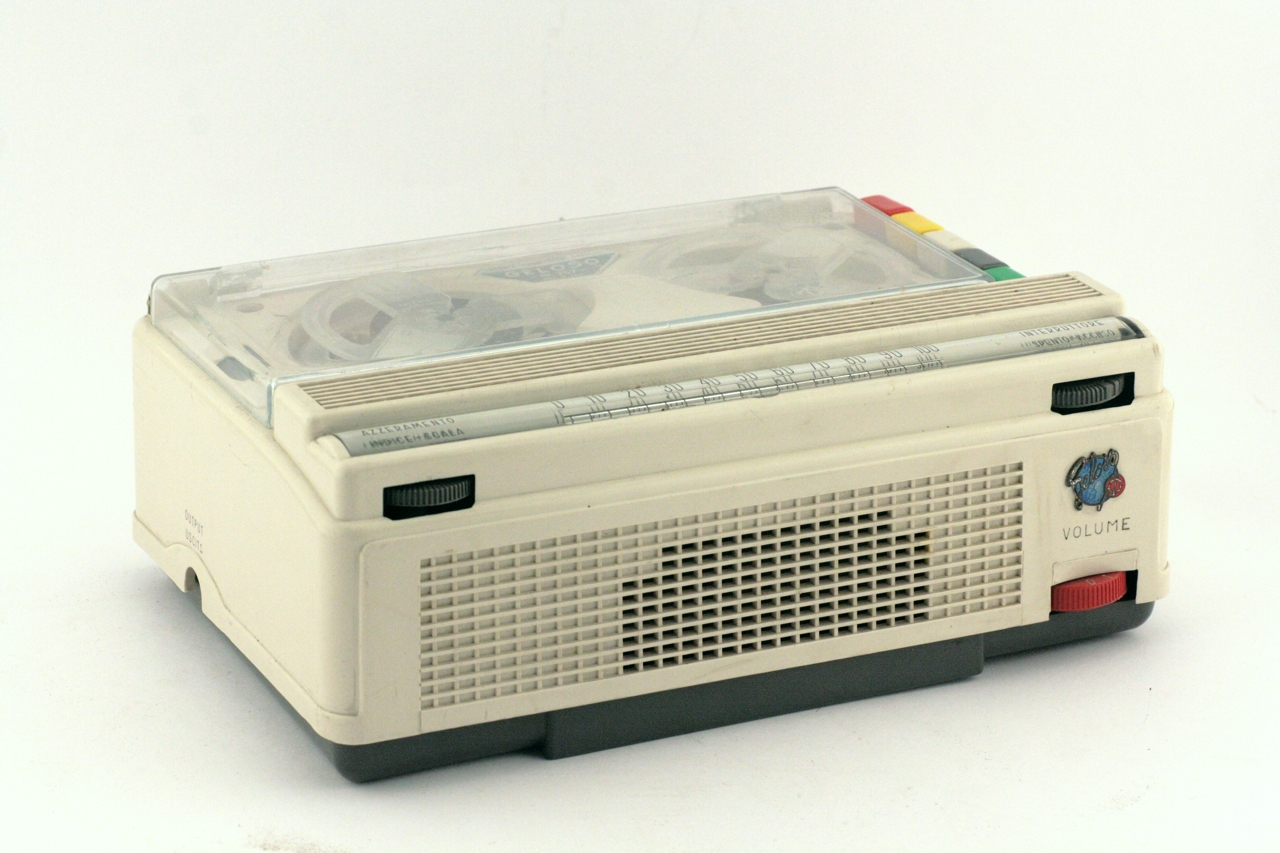
Magnetofono a valvole G 257 "gelosino" - anno 1961
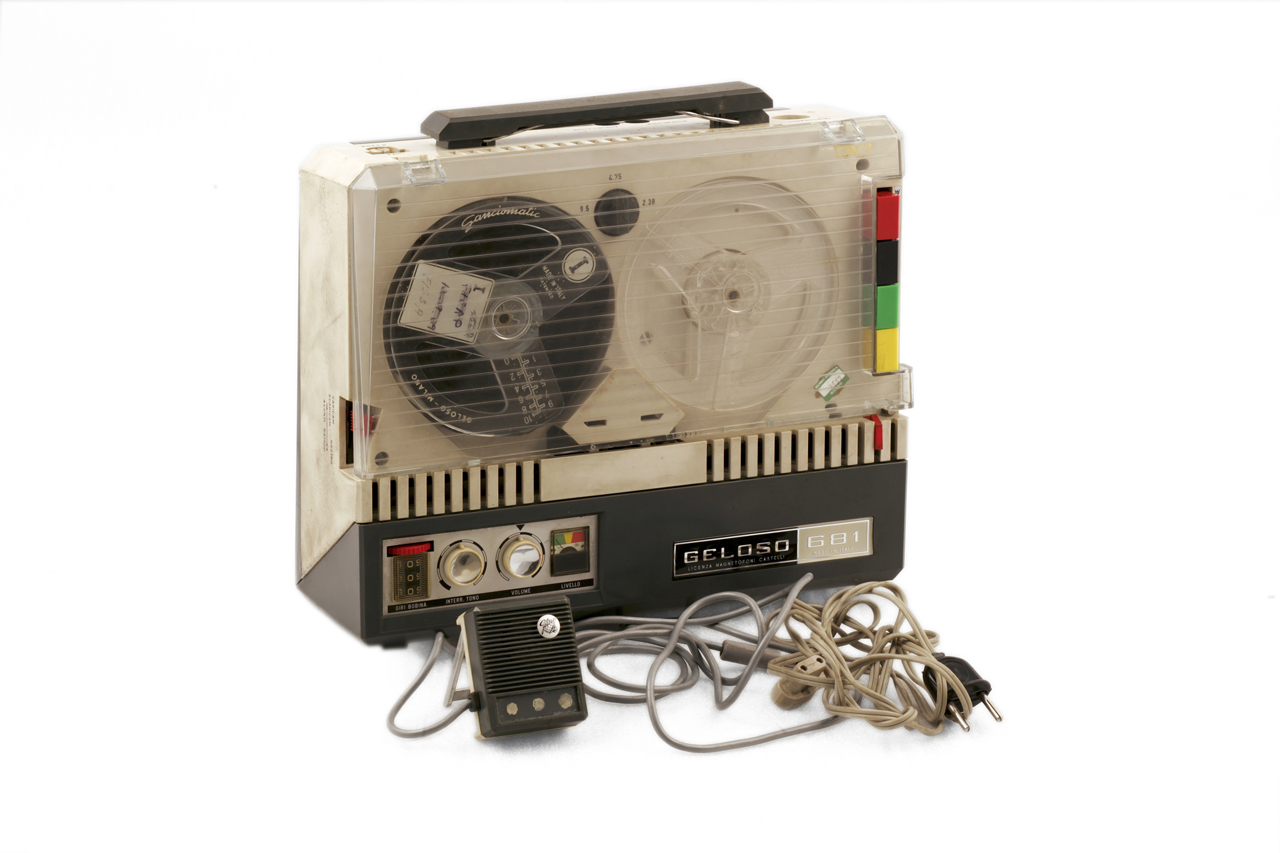
Magnetofono a transistor G 681 - anno 1964
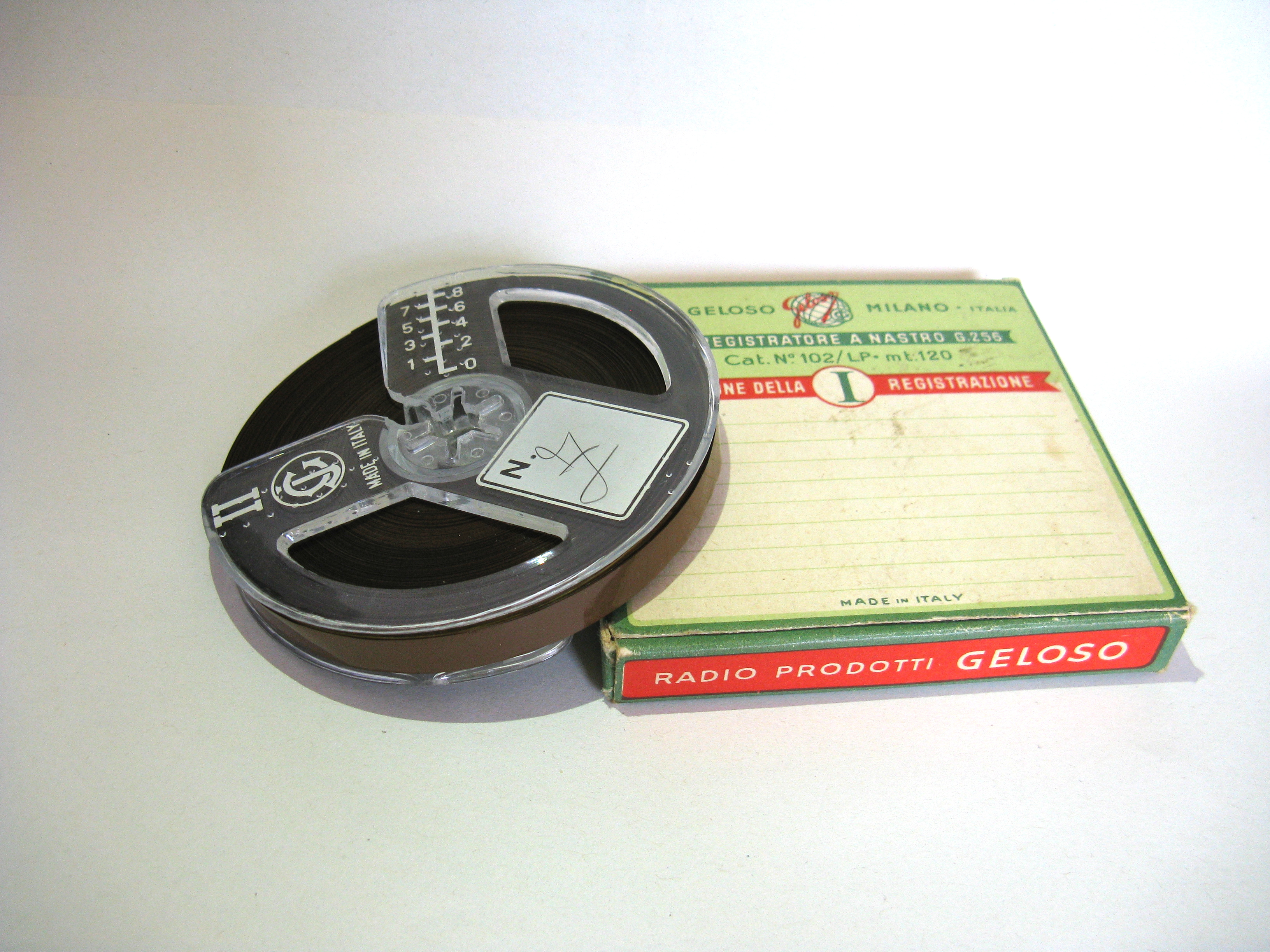
Bobina di nastro magnetico da 8 cm